# Claude Seignolle
Claude Seignolle, né le 25 juin 1917 à Périgueux (Dordogne) et mort centenaire le (vendredi) 13 juillet 2018 à Versailles,, (Yvelines), est un écrivain, folkloriste et éditeur français.
Il a commencé par collecter le patrimoine légendaire des régions françaises avant de développer une œuvre littéraire personnelle.
Il est également connu sous les pseudonymes de Fils d'œille, Starcante, Claude S. et Jean-Robert Dumoulin.

## Biographie

### Les jeunes années
Né le 25 juin 1917 à Périgueux (Dordogne),, Claude Seignolle passe son enfance dans la campagne, où sa principale occupation est de ramasser et collectionner tout ce qui lui semble digne d’intérêt : pierres et silex, mais surtout fossiles et monnaies anciennes. Il est aussi très attentif aux contes et légendes que sa grand-mère lui raconte, d’où son goût pour les mystères de la nuit et toutes les sortes de diableries. Il a douze ans lorsque sa famille déménage à Châtenay-Malabry. Son père est éditeur d'ouvrages pédagogiques à l'enseigne des Éditions Pédagogiques Modernes (E.P.M.) sises dans le quartier historique des Halles. Il est scolarisé au lycée Lakanal à Sceaux, où son professeur d’histoire l’encourage dans sa vocation archéologique. C'est ainsi qu'en 1934, il dégage au cours de fouilles au Plessis-Robinson d'énormes blocs de pierre, dans lesquels il voyait des débris de dolmens, l'un d'eux portant d'ailleurs des inscriptions. Il est renvoyé de ce lycée pour absentéisme et dédaigne le travail dans l’entreprise familiale. Par la suite, il fréquente la Société préhistorique française, dont l’un des intervenants est l’abbé Henri Breuil, où il fait la rencontre du folkloriste Arnold Van Gennep. Cette rencontre déterminante va le faire passer du patrimoine minéralogique à celui du folklore et du légendaire. Avec son frère Jacques, il va sillonner le Hurepoix pendant deux années, se faire collecteur des traditions rurales, et s’intéresser aux rites des fêtes, aux superstitions. En 1937, il co-signe avec son frère Le Folklore du Hurepoix, livre bien accueilli, notamment par Pierre Mac Orlan et Blaise Cendrars. Ce premier ouvrage va être suivi de nombreux autres consacrés à la culture populaire, mais aussi d’une œuvre littéraire plus personnelle. En 1945 paraît son premier roman, Le Rond des sorciers.

### L'écrivain
Claude Seignolle fait son service militaire à Metz, dans l'artillerie. Un jour qu'il est dans une librairie, il hésite à saluer un colonel, hésitation qui lui vaut du cachot et un sonore « Artilleur ! mes respects ! » ; ce colonel est le futur général de Gaulle. Mobilisé en Lorraine, Seignolle y passe la drôle de guerre et les premiers combats. Fait prisonnier, il est envoyé en Allemagne. Il évoque cette période dans ses mémoires, Un homme nu, et dans La Gueule, édité au Terrain vague, en 1959, et réédité à Zulma, en 1999.
Libéré pour raisons sanitaires, il se réfugie à Presly, entre Berry et Sologne. À la Libération, il réside à Sainte-Montaine, toujours en Sologne, où il recueille les traditions locales qui lui inspireront plusieurs ouvrages. Car si aujourd'hui Seignolle est considéré comme l'un des meilleurs « fantastiqueurs » français, avec notamment La Malvenue, Marie la louve et Le Rond des sorciers, c'est parce qu'il a su tremper sa plume d'écrivain dans le chaudron des croyances populaires. Un autre pan de son œuvre, dont les contes sont regroupés dans "La Nuit des Halles", traite des mystères du défunt quartier des Halles à Paris.
Grâce à l'éditeur belge Marabout, Seignolle conquiert un vaste public avec les recueils de nouvelles Contes macabres, Récits cruels, Histoires maléfiques, Histoires vénéneuses et Contes sorciers. Aujourd'hui, le Seignolle écrivain est essentiellement publié par Phébus.
Il reçoit, en novembre 2008, le prix Alfred-Verdaguer de l'Académie française pour l'ensemble de son œuvre.
Un prix littéraire portant son nom récompense les œuvres relatives au folklore français. Il est décerné chaque année depuis 2004 à Épinal lors du festival des Imaginales.

## Œuvres

### Romans
- 1945 : Le Rond des sorciers ; rééd. 1993, Éditions Phébus
- 1949 : Marie la louve ; rééd. 1987, Éditions Phébus
- 1952 : La Malvenue, éditions G.P. Maisonneuve et Larose ; rééd. 1987, Éditions Phébus
- 1959 : La brume ne se lèvera plus
- 1959 : Le Diable en sabots ; rééd. 1987, Éditions Phébus

### Nouvelles
- 1947 :
  - Le Meneur de loups
- 1958 :
  - Le Bahut noir
  - Ma cour des miracles
- 1960 :
  - Le Gâloup, illustré de documents du service photographique de la Bibliothèque nationale et de dessins de Michel Chamasson et de l'auteur, Éditions E.P.M., coll. « Bibliothèque maléfique »
  - Le Chupador
- 1962 :
  - Ce que me raconta Jacob
  - Désirée la sangsue
  - L'Âme boiteuse
  - Le Diable en sabots
- 1963 :
  - Delphine
  - Le Rond des sorciers
- 1964 :
  - Et si c'était ?
  - L'Homme qui ne pouvait mourir
  - Le christ est vengé
  - Le Faucheur
  - Les Autres et moi
  - Minnah l'Étoile
  - Un bel ensorcelé
  - Un petit monstre à louer au quart d'heure
- 1965 :
  - L'Exécution
  - La Huche
  - Le Millième Cierge
  - Les Âmes aigries
  - Pauvre Sonia
- 1966 :
  - Celui qui avait toujours froid
  - Comme une odeur de loup
  - Deux dents, pas plus
  - L'Homme qui savait d'avance
  - L'Isabelle
  - La Mémoire du bois
  - Le Bout du monde
  - Le Matagot
  - Le Miroir
  - Les Gorel
  - Non pas moi !
  - Pris entre Dieu et Diable
  - Un exorcisme
  - Un hasard minutieux
- 1967 :
  - Ce Martin là
  - Celui qui s'y frotta
  - L'Auberge du Larzac
  - Le Chien pourri
  - Le Dernier Visiteur
  - Le Dormeur
  - Le Hupeur
  - Le Marchand de rats
  - Le Retour à Tiburiac
  - Les Chevaux de la nuit
  - Les Deux Plumes
  - Lou Siblaire
  - Nuits
- 1969 :
  - Chaque chose à sa place
  - L'Impossédable
  - L'Odile
  - La Fille gagnée
  - La Vierge maudite
  - Le Venin de l'arbre
  - Les Roses d'en Haut
  - Une veillée
- 1971 :
  - Le Feuillet perdu
  - Le Grand Vendu
  - Un Louis terreux
- 1972 :
  - De qui venait ce sang ?
- 1974 :
  - Il ne faut jamais réveiller les légendes
  - Huppe et Pupuler
  - L'Oubliette
  - La Panard
  - La Main de pierre
  - La Morsure de Satan
  - Mais qui est le plus fort ?
  - Un vieux mélomane
  - Un viol
  - Une enfance sorcière
  - Une santé de cerisier

### Essais
- 1945 : En Sologne. Mœurs et coutumes, éditions G.P. Maisonneuve et Larose
- 1964 : Les Évangiles du Diable (recueil de légendes rurales sur le Diable)
- 1969 : Invitation au château de l'étrange, préface de Jacques Bergier, éditions G.P. Maisonneuve et Larose
  - réédité en 1974 avec la préface de Jacques Bergier (« édition revue et enrichie de récents témoignages inédits »), éditions Walter Beckers, Kalmthout (Belgique), coll. « Club »
  - réédité en 1996, éditions G.P. Maisonneuve et Larose (ISBN 2-7068-1227-3)
  - réédité en 2011, sous le titre Au château de l'étrange, édition et préface de Éric Poindron, éditions Le Castor astral, coll. « Curiosa & cætera »  (ISBN 978-2-8592-0838-7)
- 1970 : Les Loups verts, Éditions Cartouche, 224 p.  (ISBN 2-915842-08-6)

### Recueils
- 1959 : La Gueule
- 1962 : La Malvenue et autres histoires diaboliques
- 1962 : Un corbeau de toutes couleurs, préface de Lawrence Durrell, éditions Denoël
- 1965 : Histoires maléfiques, Bibliothèque Marabout 215
- 1966 : Contes macabres, Bibliothèque Marabout 244
- 1967 : Les Chevaux de la nuit et autres récits cruels, Bibliothèque Marabout 282
- 1969 : Histoires vénéneuses suivi de La brume ne se lèvera plus, Bibliothèque Marabout 419
- 1969 : Contes de Sologne, illustrés par Marie-France Thébault, Sergio Moyano, Victor Lefèvre et l'auteur, Éditions de Sologne, coll. « Imagé »
- 1970 : Les Loups verts ... et autres cruautés guerrières, Bibliothèque Marabout 353
- 1971 : Delphine ou la Nuit des Halles
- 1972 : Les Malédictions, Éditions de Crémille
- 1973 : Diables et enchanteurs de Guyenne et Gascogne
- 1973 : Histoires et légendes du diable
- 1974 : Contes sorciers, Bibliothèque Marabout 465
- 1979 : Contes fantastiques de Bretagne, postface d'André Grall, éditions Le Signor
- 1979 : Histoires étranges
- 1984 : La Nuit des Halles
- 1984 : Les Malédictions (2 tomes)
- 1985 : Les Cercles de la peur, Éditions Minerve
- 1988 : Histoires sorcières, Éditions Minerve
- 1989 : À l'enseigne de l'étrange, Éditions Minerve
- 1995 : Contes fantastiques de Bretagne, préface de Yannick Pelletier, Éditions Terre de Brume  (ISBN 2908021382)

### Folklore
- 1937 : Le Folklore du Hurepoix (Seine, Seine-et-Oise, Seine-et-Marne), G.-P. Maisonneuve, 337 p.[10] (avec Jacques Seignolle)

En 1997, une réédition de contes a vu le jour sous le titre Contes, récits et légendes des pays de France :
- tome 1 : Bretagne, Normandie, Poitou, Charentes, Guyenne, Gascogne, Pays basque
- tome 2 : Paris, Île-de-France, Val de Loire, Berry, Sologne, Limousin
- tome 3 : Provence, Corse, Languedoc-Roussillon, Alpes, Auvergne
- tome 4 : Nord, Flandres, Artois, Picardie, Champagne, Lorraine, Alsace, Bourgogne, Franche-Comté
- Le Folklore de Provence, 448 p.  (ISBN 978-2-35706-000-5)

### Préfaces
Ces dernières années, Claude Seignolle a essentiellement préfacé l'œuvre en folklore de Roger Maudhuy : La Lorraine des légendes (Éditions France-Empire), Le Limousin des légendes (Éditions Lucien Souny), Contes des pays lorrains (Éditions Lucien Souny) et Contes et légendes d'Alsace (Éditions Place Stanislas).

### Adaptation
- Comme une odeur du diable par Laurent Lefeuvre, Éditions Mosquito, 2017 : adaptation en bande dessinée noir et blanc de certains contes de Claude Seignolle.

## Postérité

### Dans la littérature
Claude Seignolle apparaît en tant que l'un des protagonistes de l'unique roman de Charles-Gustave Burg, Le Pantacle de l'ange déchu, paru en 1974.
Plusieurs de ses œuvres ont été traduites en occitan par Jean-Claude Dugros.